# Alianza C - Cristianos para Alemania
Alianza C - Cristianos para Alemania (en alemán: Bündnis C – Christen für Deutschland) es un pequeño partido alemán. El partido fue fundado el 28 de marzo de 2015 a través de la fusión de dos partidos cristiano-fundamentalistas: el Partido de los Cristianos Respetuosos de la Biblia (PBC) y AUF - Partei für Arbeit, Umwelt und Familie. Cuenta con alrededor de 3.500 miembros. El partido es miembro del Movimiento Político Cristiano Europeo (ECPM) y de 2018 a 2019 contó con un eurodiputado, Arne Gericke, exmiembro del Partido de las Familias y los Votantes Libres. Gercike perdió su escaño tras las elecciones al Parlamento Europeo de 2019, en las que el partido obtuvo un 0,2% de los votos.
Ha participado en algunas elecciones estatales, y cuenta con representación en parlamentos distritales y municipales como el Distrito de Rostock, Kuchelmiß, Mettlach, Bad Essen y Wedemark.